# Public Works Administration

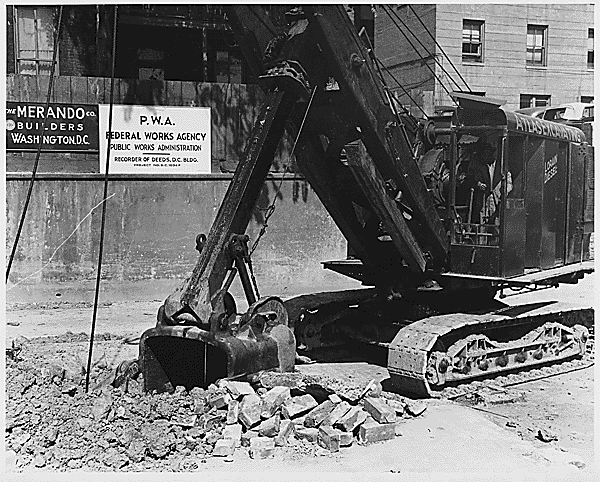
Fotografía de una excavadora en la PWA (Public Works Administration). Zona de construcción en Washington D. C., 1933.

La Public Works Administration (conocida por sus siglas en inglés PWA) fue una entidad creada por el gobierno de Estados Unidos durante la Gran Depresión, como forma de ayuda a los trabajadores desempleados, proporcionando fondos para la contratación de mano de obra especializada en proyectos de obras públicas a escala masiva. 
El PWA fue creado como una iniciativa de asesores de Franklin Delano Roosevelt como  Harold L. Ickes, James Farley, and Henry A. Wallace, como parte del New Deal, y empezó a funcionar oficialmente con el nombre de Federal Emergency Administration of Public Works en junio de 1933 al aprobarse la National Industrial Recovery Act o NIRA. El plan establecido para la PWA era impulsar la ejecución de obras públicas otorgando a firmas privadas los contratos para la ejecución de tales obras por todo el territorio estadounidense, de manera tal que sean los contratistas privados quienes ejecutaran dichas obras y reclutaran desempleados contando con el financiamiento del gobierno para ello, dentro de unas reglas de contratación de mano de obra y de plazos para la entrega de los trabajos.
Debido a esas características, las operaciones del PWA se concentraron en la construcción de grandes obras de infraestructura como puentes, represas, diques, y carreteras, estimulando la contratación de desempleados con cierta capacitación laboral como una forma de aumentar el poder adquisitivo de éstos y revitalizar así la economía del país. El financiamiento del gobierno federal se realizaba tras una planificación de las obras a realizar y las áreas geográficas a beneficiar, seleccionando luego un contratista que operaría con fondos públicos; la mayor parte del gasto gubernamental ocurrió en el periodo 1933-1935 y luego nuevamente en el año 1938, llegando a sumar finalmente un gasto total de 6,000 millones de dólares de la época. 
Durante su funcionamiento, la PWA fue dirigida por Harold Ickes, uno de los principales asesores del presidente Roosevelt, mostrando eficiencia en sus operaciones pese a que sufrió diversas críticas al ser acusada de lentitud en la determinación de las obras a ejecutar, así como en la selección del contratista y el financiamiento, por otro lado hubo diversos cuestionamientos por la selección de los Estados a beneficiar con tales programas. 
Pese a ello, la PWA no llegó a ser tachada de ineficacia como su programa competidor, la WPA (Works Progress Administration), en tanto la PWA no ejecutaba directamente las obras ni se dirigía a una masa de desempelados carentes de capacitación. Además, mientras la WPA contrataba trabajadores de todo tipo (capacitados o no) para ser pagados directamente con fondos públicos, la PWA solamente se dedicaba a obras públicas ejecutadas por contratistas privados; al mismo tiempo, los proyectos de la PWA se dirigían a obras de infraestructura, mientras que la WPA muchas veces financiaba puestos de trabajo en actividades ajenas a las obras públicas (como los proyectos para artistas y escritores), lo cual marcó un contraste entre ambas entidades. 
Al entrar los Estados Unidos en la Segunda Guerra Mundial, se mantuvo la urgencia de realizar obras públicas de defensa a escala masiva, pero las necesidades de mano de obra para la industria bélica causaron que el gobierno estadounidense eliminara la PWA en junio de 1943.